# Bonn-Marathon

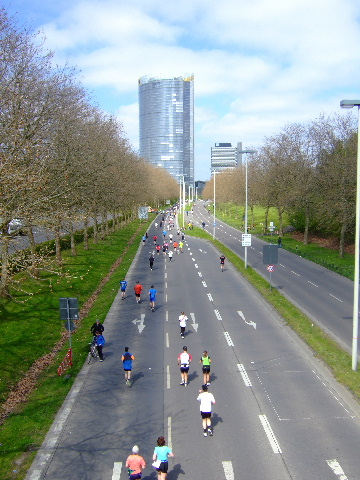
Bonn-Marathon 2008

Der Bonn-Marathon (seit 2011 offiziell Deutsche Post Marathon Bonn) ist ein Marathonlauf in Bonn, der seit 2001 jährlich im April ausgetragen wird. Initiiert wurde er von den beiden Sportunternehmern Klaus Malorny und Michael Mronz. Seit 2005 gehört ein Halbmarathon zum Programm. Außerdem wurde mehrere Jahre die Marathondistanz für Handbiker und Inlineskater und 2008 das erste Mal eine Strecke für Walker angeboten.

## Streckenverlauf
Die Laufstrecke ist ein flacher Rundkurs, der auf dem Belderberg im Bonner Zentrum startet. Zunächst geht es über die Kennedybrücke auf das rechte Rheinufer nach Beuel und dann nach Süden bis Ramersdorf. Nach einer Wende kurz vor der Konrad-Adenauer-Brücke geht es zurück zur Kennedybrücke und wieder auf die linke Seite des Rheins. Nun geht es am Rheinufer entlang stromaufwärts nach Gronau und weiter nach Hochkreuz, wo sich der Wendepunkt befindet. Von dort verläuft die Marathonstrecke wieder zurück durch Gronau, den Rand der Südstadt und endet im Zentrum auf dem Marktplatz. Der Halbmarathon läuft die Strecke einmal, der Vollmarathon wird am Marktplatz vorbei geleitet und läuft die Strecke ein zweites Mal.

## Statistik

### Streckenrekorde
Marathon
- Männer: 2:13:04, Vincent Kipchirchir (KEN), 2008
- Frauen: 2:32:33, Romy Spitzmüller (GER), 2004

Halbmarathon
- Männer: 1:03:06, Nicholas Kipruto Koech (KEN), 2008
- Frauen: 1:11:56, Sabrina Mockenhaupt (GER), 2007

### Siegerliste

#### Marathon
| Datum         | Männer | Nation | Zeit | Frauen | Nation | Zeit |
| ------------- | --- | --- | --- | --- | --- | --- |
| 17. Okt. 2021 | | | | | | |
| 2020          | zunächst vom 26. April auf den 18. Oktober verlegt, dann wegen der COVID-19-Pandemie vom 2.–11. Oktober als „Virtual Run“ ausgetragen | zunächst vom 26. April auf den 18. Oktober verlegt, dann wegen der COVID-19-Pandemie vom 2.–11. Oktober als „Virtual Run“ ausgetragen | zunächst vom 26. April auf den 18. Oktober verlegt, dann wegen der COVID-19-Pandemie vom 2.–11. Oktober als „Virtual Run“ ausgetragen | zunächst vom 26. April auf den 18. Oktober verlegt, dann wegen der COVID-19-Pandemie vom 2.–11. Oktober als „Virtual Run“ ausgetragen | zunächst vom 26. April auf den 18. Oktober verlegt, dann wegen der COVID-19-Pandemie vom 2.–11. Oktober als „Virtual Run“ ausgetragen | zunächst vom 26. April auf den 18. Oktober verlegt, dann wegen der COVID-19-Pandemie vom 2.–11. Oktober als „Virtual Run“ ausgetragen |
| 7. Apr. 2019  | Nikki Johnstone | Schottland | 2:23:06 | Claudia Maria Henneken | | 3:16:24 |
| 15. Apr. 2018 | Dickson Kurui | Kenia | 2:19:04 | Sintayehu Kibebo | Äthiopien | 2:39:12 |
| 2. Apr. 2017  | Edwin Kosgei -2- | Kenia | 2:13:45 | Prisca Kiprona -2- | Kenia | 2:49:42 |
| 10. Apr. 2016 | Edwin Kosgei | Kenia | 2:16:07 | Prisca Kiprona | Kenia | 2:46:24 |
| 19. Apr. 2015 | Siyoum Lemma | Äthiopien | 2:16:32 | Adanech Mamo -2- | Äthiopien | 2:45:22 |
| 6. Apr. 2014  | Gonfa Bonsa | Äthiopien | 2:18:43 | Adanech Mamo | Äthiopien | 2:45:09 |
| 14. Apr. 2013 | James Cherniyot-Meli | Kenia | 2:14:31 | Lilian Koech | Kenia | 2:51:20 |
| 22. Apr. 2012 | Stephen Cheokopol | Kenia | 2:16:52 | Hellen Jepkosgei Kimutai | Kenia | 2:47:01 |
| 11. Apr. 2011 | Fikru Ajema Jeyi | Äthiopien | 2:18:01 | Silvia Krull | | 2:47:13 |
| 25. Apr. 2010 | David Karl | | 2:28:42 | Birgit Lennartz -2- | Deutschland | 3:10:26 |
| 26. Apr. 2009 | Joash Mutai | Kenia | 2:15:18 | Rosina Kiboino | Kenia | 2:42:24 |
| 20. Apr. 2008 | Vincent Kipchirchir | Kenia | 2:13:04 | Lydia Kurgat | Kenia | 2:37:18 |
| 22. Apr. 2007 | David Kiplagat Kuino | Kenia | 2:14:05 | Christiane Dobmeier | | 2:47:05 |
| 2. Apr. 2006  | John Kirui | Kenia | 2:13:43 | Valentina Delio -2- | Moldau | 2:40:42 |
| 10. Apr. 2005 | Peter Kimeli Kemei | Kenia | 2:15:04 | Valentina Delion | Moldau | 2:36:47 |
| 4. Apr. 2004  | Michail Minuchin -3- | Russland | 2:15:41 | Romy Spitzmüller | | 2:32:33 |
| 6. Apr. 2003  | Michail Minuchin -2- | Russland | 2:14:43 | Joanna Chmiel | Polen | 2:42:02 |
| 14. Apr. 2002 | Michail Minuchin | Russland | 2:15:43 | Ulrike Maisch | Deutschland | 2:35:05 |
| 1. Apr. 2001  | Simon Mbetukha | Kenia | 2:18:49 | Birgit Lennartz | Deutschland | 2:46:34 |

#### Halbmarathon
| Datum | Männer                     | Nation       | Zeit    | Frauen                | Nation      | Zeit    |
| ----- | -------------------------- | ------------ | ------- | --------------------- | ----------- | ------- |
| 2019  | Dominik Müller             |              | 1:10:34 | Josina Papenfuß       |             | 1:19:10 |
| 2018  | Semere Fsehatsion          | Eritrea      | 1:09:08 | Michelle Rannacher    |             | 1:18:49 |
| 2017  | Marcel Bischoff            |              | 1:11:37 | Sabine Fischer        | Schweiz     | 1:18:33 |
| 2016  | Yohannes Hailu Atey -3-    | Griechenland | 1:09:03 | Betty Chepkwony       | Kenia       | 1:18:05 |
| 2015  | Yohannes Hailu Atey -2-    | Griechenland | 1:08:25 | Tina Schneider        |             | 1:22:01 |
| 2014  | Yohannes Hailu Atey        | Griechenland | 1:07:39 | Anke Esser            |             | 1:21:24 |
| 2013  | Tim Meyer                  |              | 1:08:29 | Scola Kepkemoi Kiptoo | Äthiopien   | 1:21:55 |
| 2012  | Evans Kibett Chelarga      | Äthiopien    | 1:04:50 | Nancy Koech -2-       | Kenia       | 1:19:31 |
| 2011  | Johannes Engert            |              | 1:13:15 | Nancy Koech           | Kenia       | 1:21:17 |
| 2010  | Mohamed Ikoki Msandeki     | Tansania     | 1:07:06 | Jenny Breitschmid     | Schweiz     | 1:19:55 |
| 2009  | Orphan van Faassen         | Niederlande  | 1:08:37 | Luminita Zaituc -2-   | Deutschland | 1:19:37 |
| 2008  | Nicholas Kipruto Koech     | Kenia        | 1:03:08 | Luminita Zaituc       | Deutschland | 1:15:30 |
| 2007  | Pascal Meißner             |              | 1:13:12 | Sabrina Mockenhaupt   | Deutschland | 1:11:56 |
| 2006  | Mike Mariathasan           |              | 1:10:34 | Yvonne Wagner         |             | 1:27:00 |
| 2005  | Jose Antonio Blanco Minaya | Spanien      | 1:07:27 | Susanne Ritter        | Deutschland | 1:14:15 |

#### Handbiker
| Datum | Männer             | Nation      | Zeit    | Frauen                | Nation      | Zeit    |
| ----- | ------------------ | ----------- | ------- | --------------------- | ----------- | ------- |
| 2007  | Vico Merklein      | Deutschland | 1:17:06 | Andrea Eskau -2-      | Deutschland | 1:22:47 |
| 2006  | Wim Decleir        | Belgien     | 1:18:38 | Andrea Eskau          | Deutschland | 1:18:44 |
| 2005  | Johann Mayrhofer   | Österreich  | 1:17:58 | Lily Anggreny         | Deutschland | 1:38:25 |
| 2004  | Florian Sitzmann   |             | 1:24:29 | Monique van der Vorst | Niederlande | 1:27:40 |
| 2003  | Josef Michelberger |             | 1:26:03 |                       |             |         |
| 2002  | Thomas Weinsheimer |             | 1:34:21 |                       |             |         |